# Algemene staking in India in 2020
De algemene staking in India in 2020 was een massale algemene staking in heel India op 26 november 2020. De staking werd georganiseerd door 10 vakbonden en werd gesteund door de Congrespartij, de Communistische Partij van India (Marxistisch) en andere linkse partijen. De staking was gericht tegen nieuwe wetten in het arbeidsrecht die eerder dat jaar werden gestemd. Volgens vakbonden namen er 250 miljoen mensen aan deel, wat het de grootste staking in de wereldgeschiedenis zou maken. In 5 deelstaten werd alles lamgelegd en in het hele land waren er onderbrekingen in onder andere de financiële sector, overheidsdiensten, transport, industrie, havens, telecommunicatie, landbouw, energie en mijnbouw.
Volgend op de stakingsdag marcheerden boeren naar New Delhi, waar ze met tienduizenden arriveerden op 30 november, een groep die tegen 3 december aanzwol tot enkele honderdduizenden. Landarbeiders voeren al sinds augustus 2020 actie tegen de regering – uit onvrede met hervormingen in de landbouw – en sloten zich in november aan bij de algemene staking.